# 何炳棣
何炳棣（1917年4月6日—2012年6月7日），生于天津，籍貫浙江金華，旅美華裔史學家。美國文理科學院院士，中央研究院院士。

## 生平
在何炳棣童年時，父親便期望他將來考入清華出洋留學。少年時，父親對其管教嚴格，國學方面到初中為止都是父親教授的。1925年就讀於天津私立第一小學，1928年，畢業，投考南开中学。1932年，因學潮被開除，假造轉學證書從北京弘達中學畢業。1933年考入國立山東大學化學系。1934年轉學入國立清華大學化學系，兩三個月後便轉至歷史系，1935年清華就開始為南遷長沙做準備，七七事變後隨清華撤離，從天津至煙台再到長沙，在徐州和同學分手獨自前往杭州探望邵景洛。八一三淞滬會戰爆發，只好自南京繞道至金華老家再北上杭州。因邵家撤離計劃未定，只得去上海投奔伯父何德奎，並於光华大学借读畢業。1938年邵景洛隨家人搬至上海，在暨南大學借讀。
何炳棣就讀清華大學化學系一年級時，修讀劉崇鋐教授西洋通史課程。轉入歷史系後，在系主任蔣廷黻建議下，先以近代外交史作為修課主要方向，同時自修西洋史知識。
1939年9月底至昆明，在清華歷史系任助教。1940年8月投考第五屆庚款公費留美失敗。1941年春，父親去世，1942年2月至1943年5月返回金華料理父親的後事。1943年8月考取教育部第六屆庚款留美公費留學西洋史學門考試，並於次年赴美，入哥倫比亞大學大學，專攻英國史及及西歐史。1952年以《英國土地問題與土地政策1870-1914》獲得博士學位後，正式轉入中國史研究。何氏自言，西洋史的訓練，讓他一看到問題，就進行中、西比較，應用到不同的工具，就得出與前人、時人不同的論點。
1966年，何炳棣當選中央研究院第六屆人文組院士，時年49歲。其在美國人文社科學界地位亦甚高，曾在1975年出任美國亞洲研究學會會長，為首任亞裔會長，自被國際視為大師級學者。（專攻印度史的西雅圖華盛頓大學講座教授兼該校賈克遜國際關係學院院長楊雅南（Anand A. Yang），於2006年四月初出任亞洲研究學會會長，他雖是學會六十五年會史上的第二位華裔會長，但之前已有過一位印度裔學者和兩位日裔學者做過會長，楊雅南是第五位亞裔會長。）
何炳棣認為，治學不可被似有創意而數據不足的社會科學理論所迷惑，必須從大量多種史料的考訂、詮釋、控制入手，並指出堅實的史料根據乃為史家養命之源，撰寫The Ladder of Success in Imperial China時，遍檢北美各大圖書館所藏近四千種方志。另外何氏亦不贊同青年史家在入門階段即進入思想史的工作，何氏指出：“如果自青年即專攻思想史，一生對史料的類型及範疇可能都缺乏至少必要的了解，以致長期的研究寫作都空懸於政治、社會、經濟制度之上而不能著地。”
何炳棣雖然在美國，但在中國大陸、台灣學界亦享有大名。但為人孤芳自賞，有稜有角，給人一種距離感，甚至何氏亦自承「終身脾氣急躁」:4、「往往與中外學人不能和諧共處」:31。
2012年上半年，何先生因夜間起床時，飲水稍有不慎，誤入氣管，身體不適而送醫。然在醫院接受治療時，又受感染，而病況漸重。2012年6月7日，何炳棣病逝于美国加州，享年95岁。

## 著作
- 《明初以降人口及其相關問題(1368--1953)》,葛劍雄 譯, 北京: 三聯書店, 2000。上海古籍出版社於1990曾出版: 1368-1953中國人口研究 (原名: Studies on the Population of China, 1368- 1953)
- 《明清社會史論》遠流遲遲不出，而徐泓教授已陸續以譯註形式刊載在《東吳歷史學報》中。本書已於2013年12月由臺北: 聯經出版, 徐泓 譯注。(原名: The Ladder of Success in Imperial China: Aspects of Social Mobility, 1368- 1911, 美國哥倫比亞大學, 1962 初版, 1967 修訂二版)
- 《東方的搖籃:紀元前5000至10000年華夏技術及理念本土起源的探索》無中文版。(原名: Cradle of the East: An Enquiry into the Indigenous Origins of Techniques and Ideas of Neolithic and Early Historic China, 5000-10000 B.C., Chinese University of Hong Kong, 1975 )
- 《中國會館史論》1966學生書局
- 《中國歷代土地數字考實》1995聯經出版。北京 : 中國社會科學出版社, 1988 出版 "中國古今土地數字的考譯和評價 ", 為同書異名。
- 《黃土與中國農業的起源》1969, 2001香港中文大學
- 《有關《孫子》《老子》的三篇考證》2002.8中研院近史所
- 《讀史閱世六十年》2004.5允晨文化；香港商務印書館, 2004;2005廣西師範大學, 2012中華書局

近作
- 《從莊子天下篇首解析先秦思想中的基本關懷》2007.3台大文史學報
- 《國史上的大事因緣解謎-從重建秦墨史實入手》2008.6.17中研院講演題目

## 榮譽
1966年獲選為中央研究院院士，1979年獲選為美國文理科學院院士，1997年獲選為中國社會科學院榮譽高級研究員(相當於院士)。

## 评价
- 陳來：我對這位老先生也抱“敬而遠之”的態度，因為90年代初期他在《二十一世紀》上批評杜維明先生“克己復禮”詮釋的文章，作哲學史、思想史的學者都對他的批評不以為然。我跟杜先生思想較為一致，所以也就不敢跟他親近，主要是怕他對我們研究思想史的學者（特別是研究儒學的學者）懷有偏見。[6]

- 葛劍雄：何炳棣先生到了晚年更加自負，我給他翻譯的書，把翻好的稿子都給他看了，他要我根據他后來的觀點修改裡面的文字，我不接受，我說：何先生，你可以修改，我是翻譯的人，我若給你改了，我要怎麼跟你的讀者交代？我堅持用加注的方法，不同意改動，他不高興。后來他對吳承明先生說我的翻譯很糟糕，我知道后問他：“我當時不都給你看過的嗎？”“你的稿子是橫寫的簡體字，我看不慣，其實我沒看。”沒辦法。[7]

- 李敖赞赏何炳棣[8]：

今早起來，讀尊作“華北原始土地耕作方式：科學、訓詁互證示例”，讀後讚嘆，深覺體大思精，此乃真正“大歷史”，余英時、許倬雲、黃仁宇之流鬼畫符耳，縱張光直、李惠林、Keightley、Pearson等“游耕制”者之“大歷史”，在尊作面前，亦灰頭土臉矣，佩服之至！佩服之至！（其實張光直等如肯認真從古代氣候學上探討，即該早知“黃土”之肥矣。）至於尊作“從愛的起源和性質初測《紅樓夢》在世界文學史上應有的地位”，越界淵博，自更令丁邦新之流傻眼矣。

## 家族
- 大伯 何壽延
- 二伯 何壽銓
- 父親 何壽權，廩生，曾於杭州書院進修，曾於寧波法院任檢察官，後回金華辦小學。
- 妻子 邵景洛，邵文镕之三女。
- 堂兄

何德奎 大伯之子，大同大學，南洋大學教授，光華大學商學院院長，抗戰勝利後任上海市副市長。
何炳松 二伯之子，長期任商務印書館編譯所所長、協理和暨南大學校長。